# Палац Республіки (Берлін)
52°31′03″ пн. ш. 13°24′09″ сх. д. / 52.5175° пн. ш. 13.4025° сх. д.
Палац Республіки (нім. Palast der Republik) — будівля, що знаходилася на Палацовій площі на острові Шпрееінзель в центрі Берліну (НДР), побудоване на місці знесеного у 1950 році берлінського Міського палацу . У Палаці Республіки проводились засідання Народної палати НДР, крім цього палац виконував функції відкритого для громадськості палацу культури . Після об'єднання Німеччини подальша доля Палацу Республіки стала предметом палких дискусій. 6 лютого 2006 році почався поступовий знос будівлі Палацу Республіки, який завершився до кінця 2008 року.
В даний час на місці Палацу Республіки ведеться будівництво Міського Палацу.

## Будівництво
Урочисте відкриття Палацу Республіки відбулася 23 квітня 1976 року, а для доступу публіки він відкрився вперше 25 квітня. Будівництво тривало 2 роки 8 місяців. Над проектом палацу працювали архітектори Хайнц Граффундер, Карл-Ернст Зграя, Вольф-Рюдігер Айзентраут, Гюнтер Кунерт, Манфред Прассер і Хайнц Ауст.
При будівництві будівлі зі сталевою конструкцією було використано до 5 тисяч тонн розпорошеного азбесту, що відповідає майже 720 тоннам сирого азбесту. В ті часи такий метод теплозахисту широко застосовувався в усьому світі (про загрозу захворювання раком від азбесту було відомо ще за часів НДР).
Палац був побудований на частині території, що звільнилася після знесення частково зруйнованого під час Другої світової війни і потерпілого від пожежі Міського палацу. Відмовившись від його реконструкції в зв'язку з дефіцитом коштів в післявоєнні роки, уряд НДР ухвалив рішення про знесення "символу прусського мілітаризму і дворянства ". Звільнена територія використовувалася для проведення демонстрацій і масових гулянь і в як парковка.

## Розташування і розміри
За формою будівля була паралелепіпедом з довжиною 80 м, шириною 85 м і висотою 32 м.
Палац Республіки знаходився на вулиці Унтер-ден-Лінден, приблизно навпроти Люстгартен і Берлінського собору недалеко від площі Александерплац безпосередньо на березі Шпрее. Поруч знаходиться колишнія будівля Державної ради НДР . За територією, яку займав палац, знаходиться пам'ятник «Маркс-Енгельс-Форум» і берлінська телевежа . Недалеко, в Червоній ратуші, засідає Сенат Берліна.

## Галерея

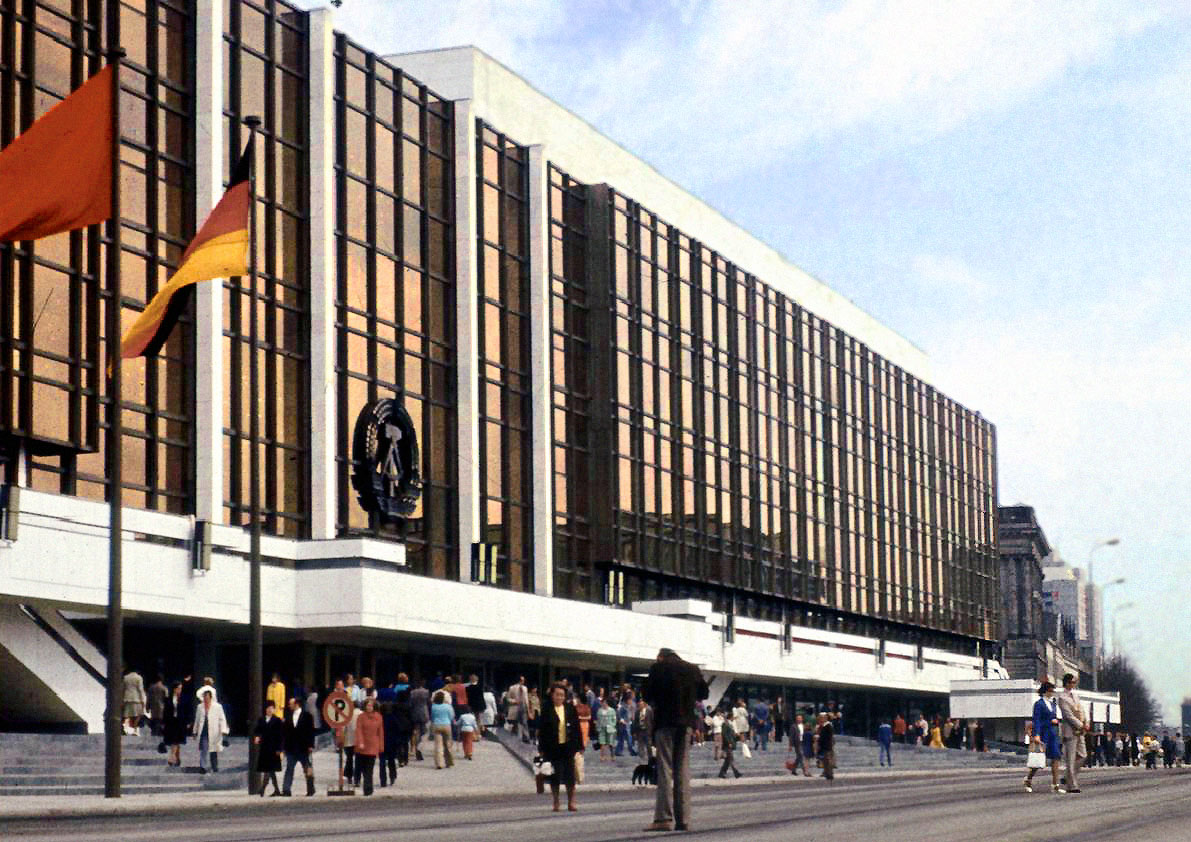
Палац Республіки за три тижні до відкриття. 1976 р.
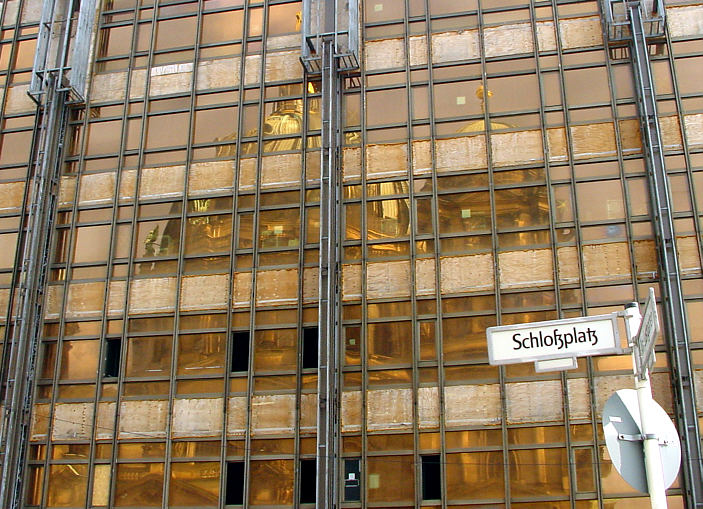
Палац Республіки, вид поблизу. 2003 р.
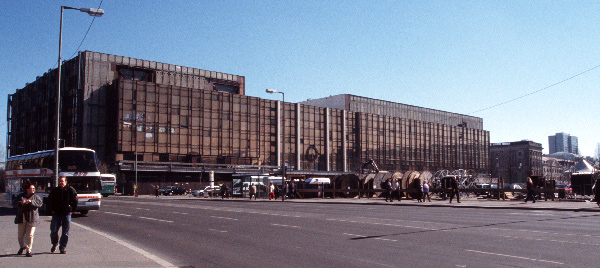
Палац Республіки. 2003 р.
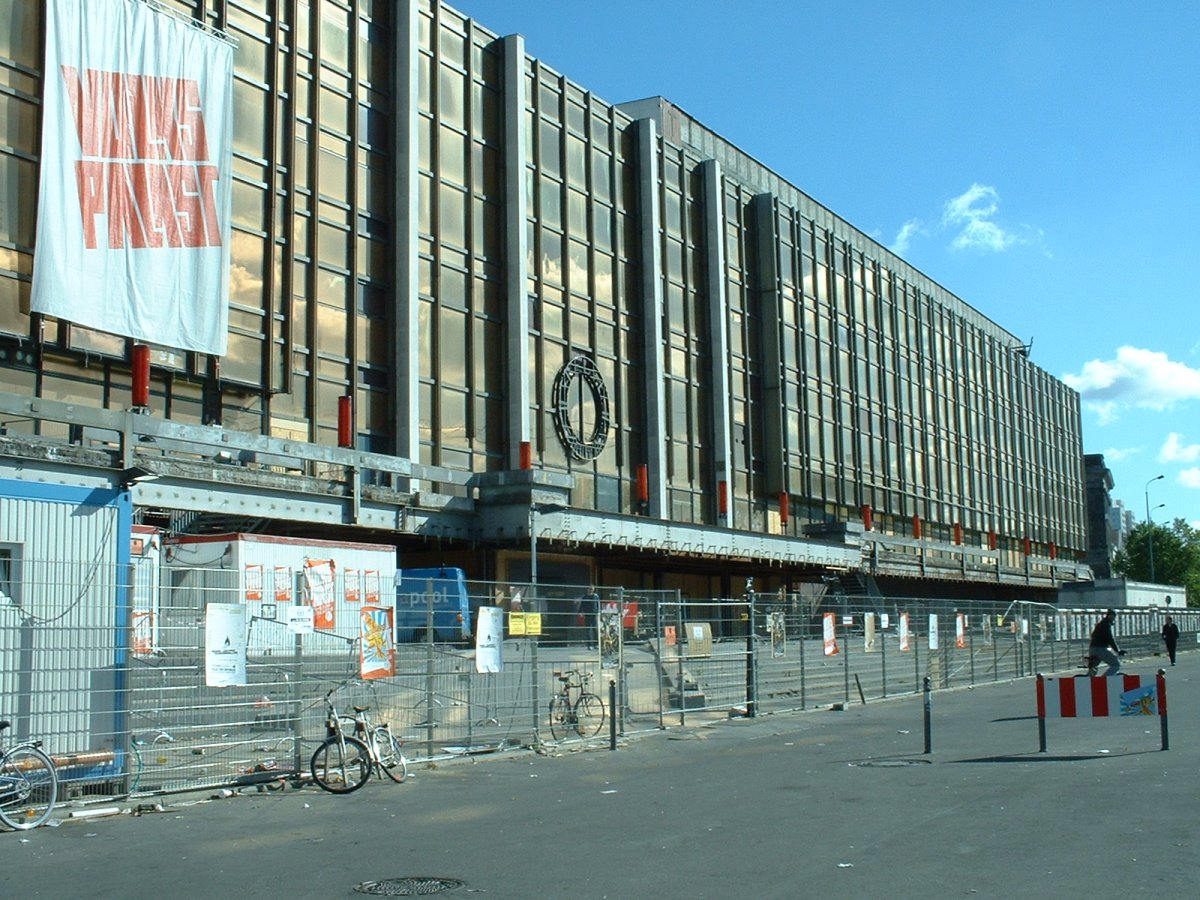
Палац Республіки. 2004 р.
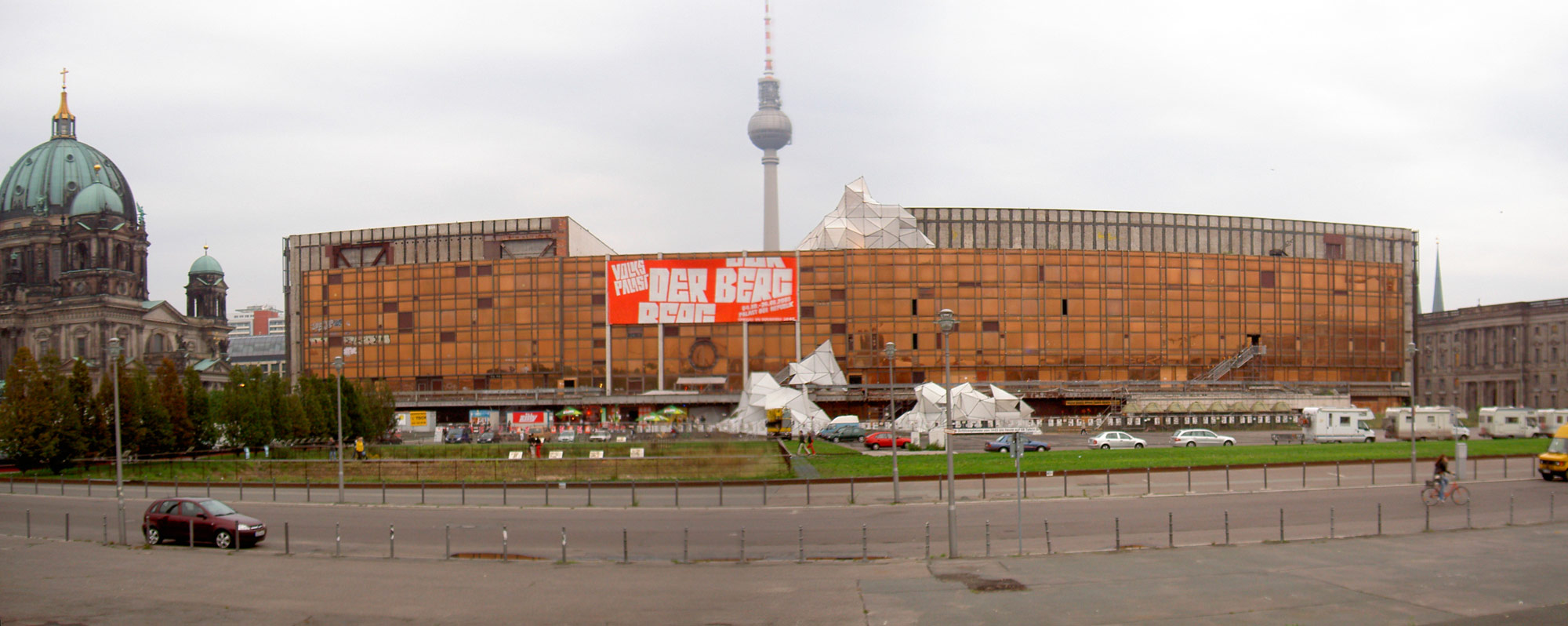
Панорама Палацу Республіки. Серпень 2005 р.
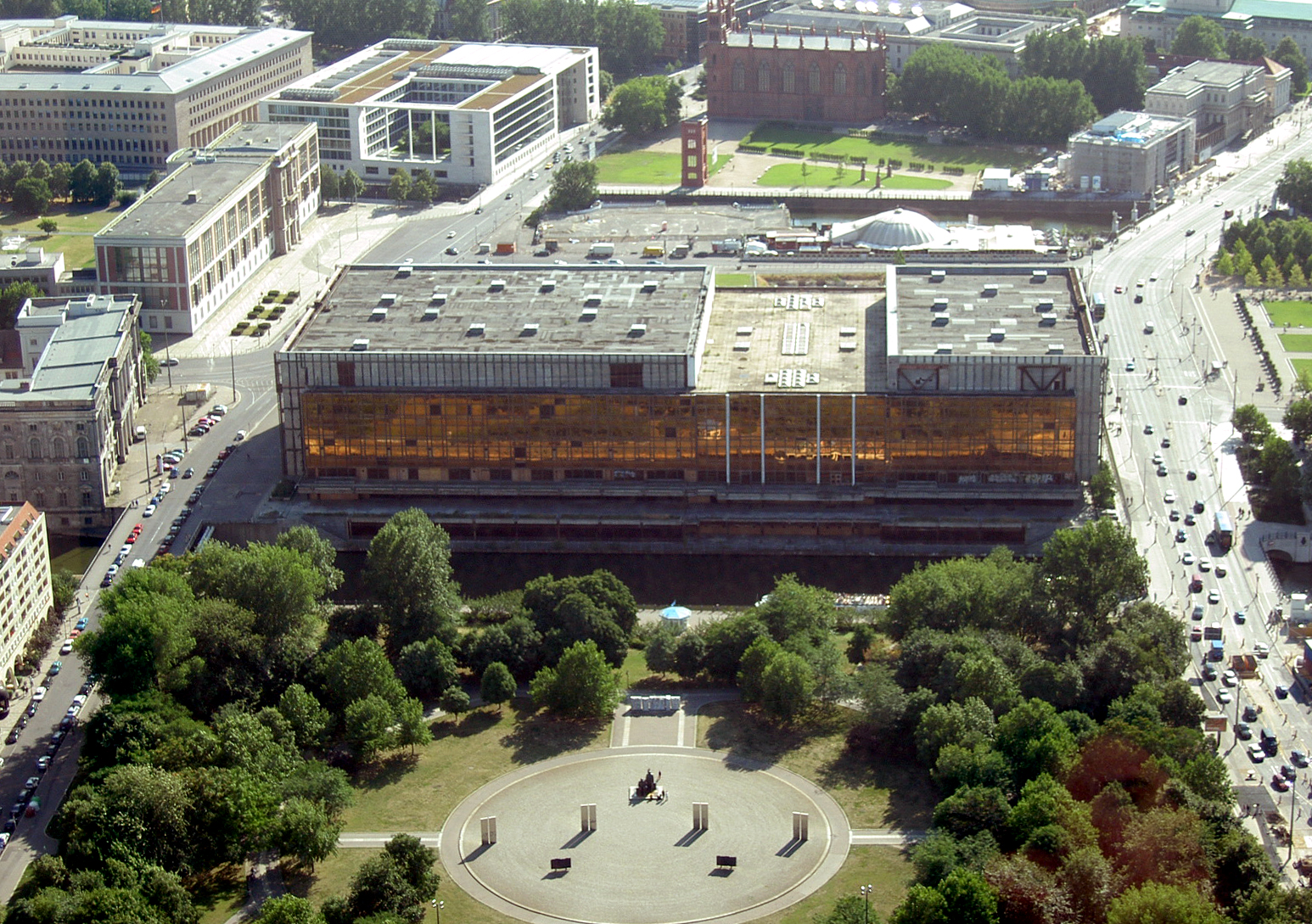
Палац Республіки. Вид з телевежі, 2005 р.
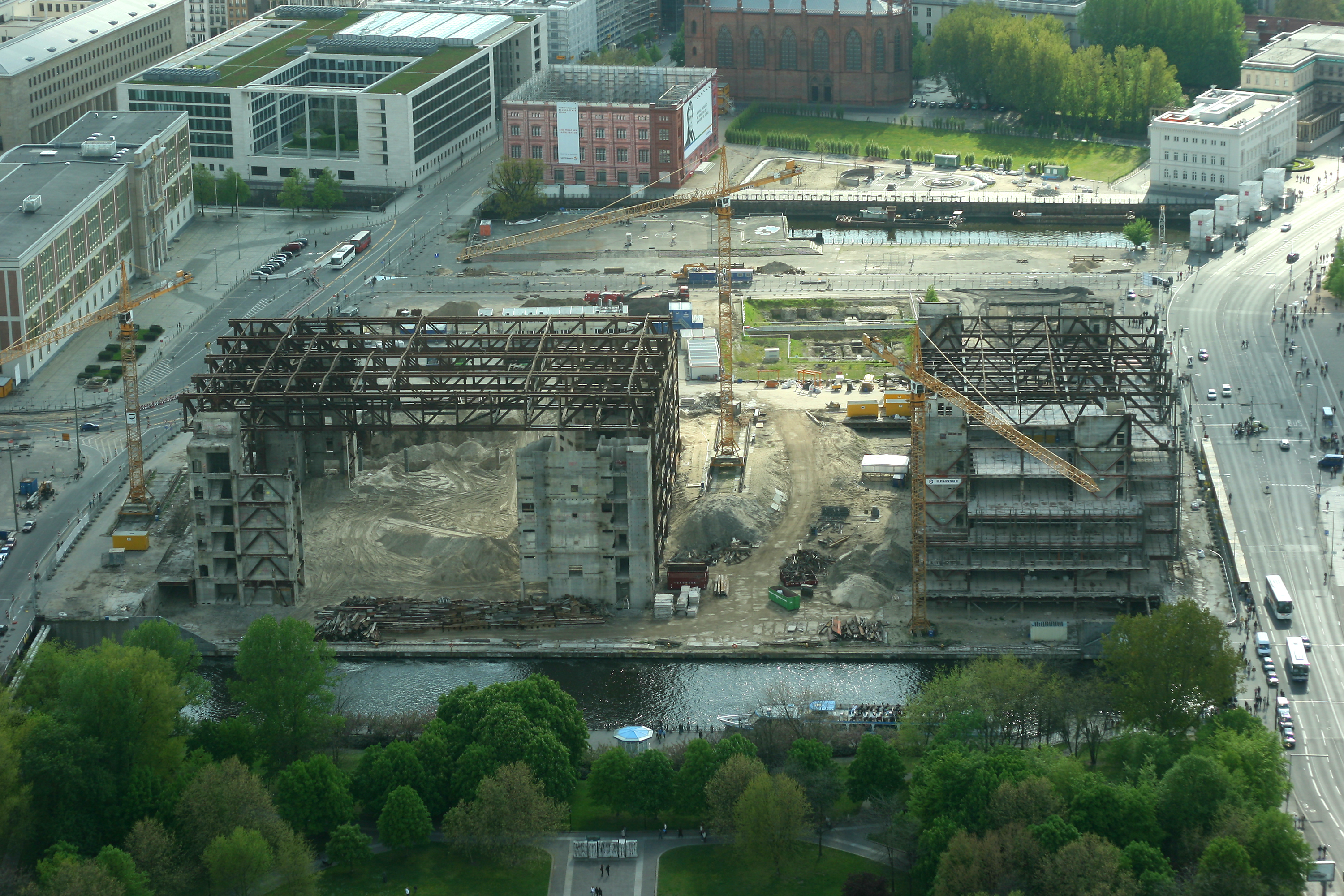
Роботи з демонтажу. 2008
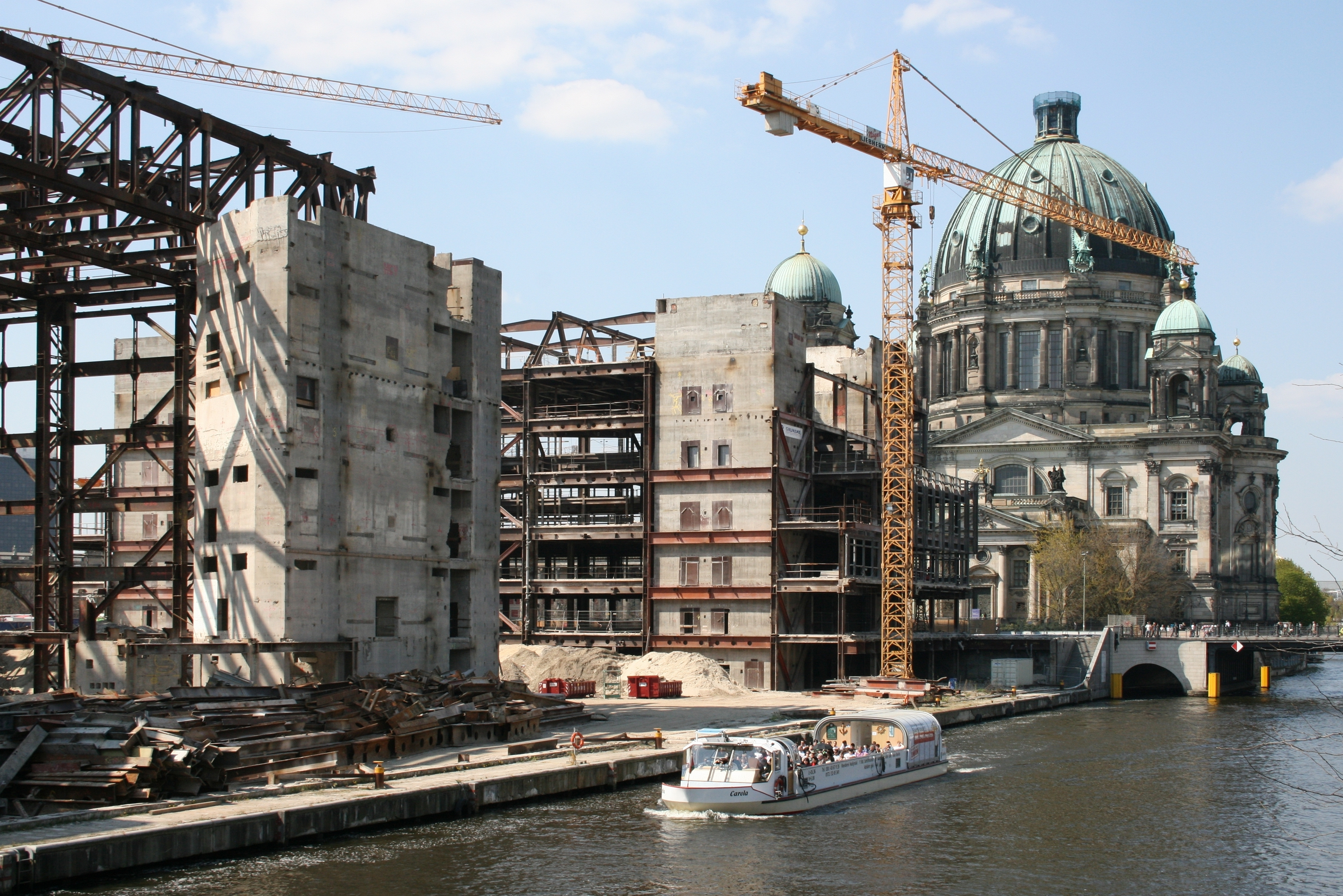
Останки Палацу Республіки. Квітень 2008 р.
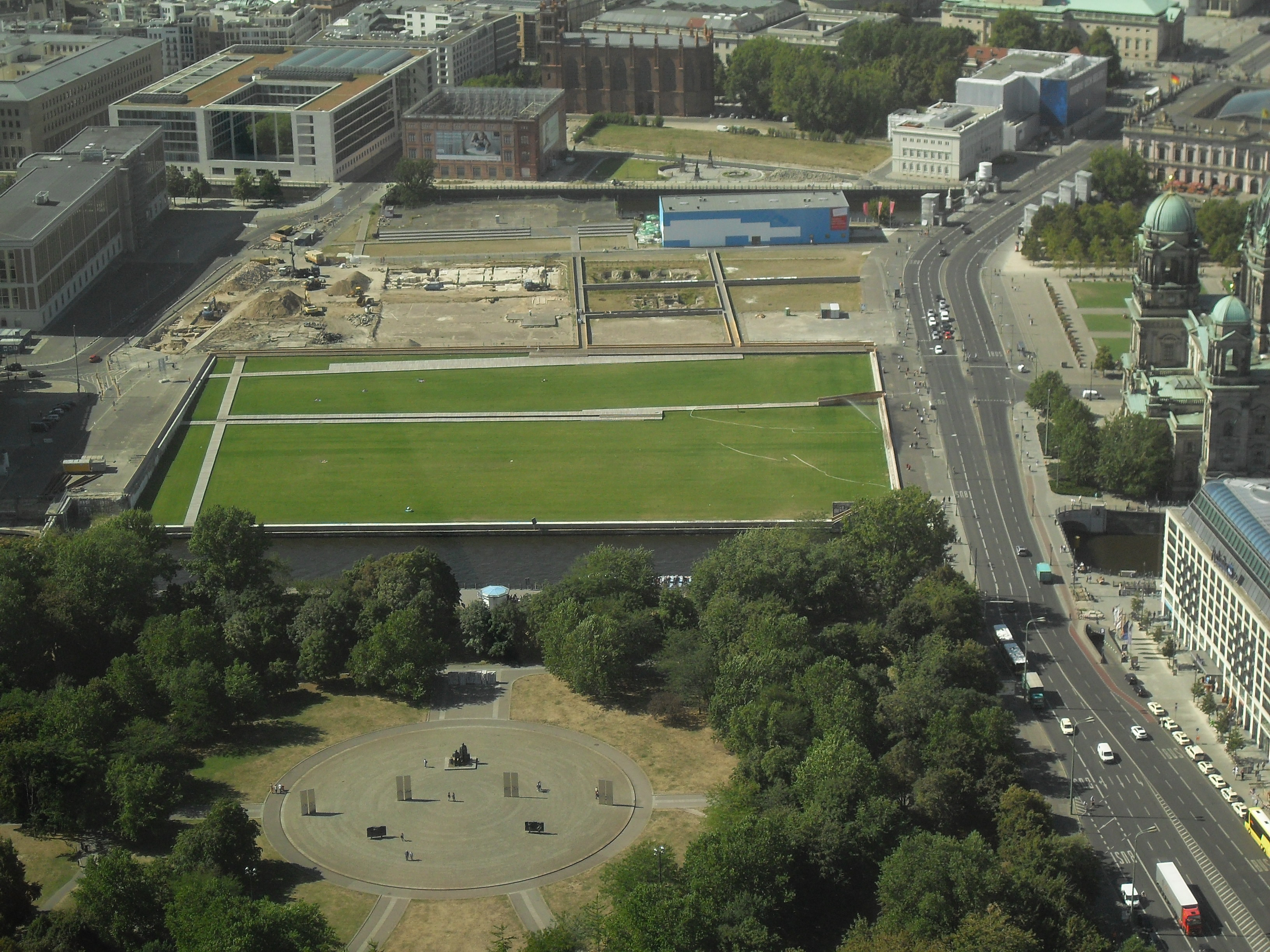
Відкритий простір на місці Палацу Республіки. 2009 р.